# Gianluca Vialli
Gianluca Vialli (n. 9 iulie 1964, Cremona, Lombardia, Italia – d. 6 ianuarie 2023, Londra, Anglia, Regatul Unit) a fost un antrenor de fotbal italian și fotbalist profesionist. După încheierea carierei de fotbalist, el a devenit antrenor și a fost comentator la Sky Sport Italia.

## Cariera de jucător
Vialli și-a început cariera la Cremonese în 1980, unde a jucat 105 meciuri în campionat și a marcat 23 de goluri. Performanța sa a impresionat-o pe Sampdoria, cu care a semnat în 1984. În perioada cât a jucat aici el a marcat 85 de goluri în campionat, a câștigat 3 Cupe ale Italiei, Serie A și Cupa Cupelor 1989-1990. Vialli s-a transferat la Juventus pentru o sumă record de 12,5 milioane £ în 1992. Cu Juve el a câștigat Serie A, Cupa Italiei, Supercupa Italiei, Liga Campionilor și Cupa UEFA. În 1996 Vialli s-a alăturat clubului Chelsea, devenind jucător-antrenor pentru sezonul următor. Cu ”aristocrații” el a câștigat Cupa Angliei, Cupa Ligii Angliei, Cupa Cupelor 1997-1998 și Supercupa Europei 1998. Astfel el este unul din cei nouă fotbaliști care au câștigat cele trei competiții de club europene majore și este unicul jucător din istoria fotbalului european care a devenit campion și vice-campion în toate cele trei competiții de club europene majore. Pe durata carierei sale de 20 de ani ca fotbalist profesionist el a marcat 259 de goluri la nivel de club, 16 goluri pentru echipa națională, 11 goluri la echipa națională de tineret și per total a înscris 286 de goluri în peste 500 de meciuri.

## Statistici carieră
|               |               |                | Campionat | Campionat | Cupă         | Cupă         | Cupa Ligii | Cupa Ligii | Continental | Continental | Total   | Total  |
| Sezon         | Club          | Campionat      | Meciuri   | Goluri    | Meciuri      | Goluri       | Meciuri    | Goluri     | Meciuri     | Goluri      | Meciuri | Goluri |
| Italia        | Italia        | Italia         | Campionat | Campionat | Coppa Italia | Coppa Italia | Cupa Ligii | Cupa Ligii | Europa      | Europa      | Total   | Total  |
| ------------- | ------------- | -------------- | --------- | --------- | ------------ | ------------ | ---------- | ---------- | ----------- | ----------- | ------- | ------ |
| 1980–81       | Cremonese     | Serie C1       | 2         | 0         |              |              |            |            |             |             | 2       | 0      |
| 1981–82       | Cremonese     | Serie B        | 31        | 5         |              |              |            |            |             |             |         | 5      |
| 1982–83       | Cremonese     | Serie B        | 35        | 8         |              |              |            |            |             |             | 35      | 8      |
| 1983–84       | Cremonese     | Serie B        | 37        | 10        |              | 2            |            |            |             |             |         | 12     |
| 1984–85       | Sampdoria     | Serie A        | 28        | 3         |              | 6            |            |            |             |             |         | 9      |
| 1985–86       | Sampdoria     | Serie A        | 28        | 6         |              | 2            |            |            |             |             |         | 8      |
| 1986–87       | Sampdoria     | Serie A        | 28        | 12        |              | 4            |            |            |             |             |         | 16     |
| 1987–88       | Sampdoria     | Serie A        | 30        | 10        |              | 3            |            |            |             |             |         | 13     |
| 1988–89       | Sampdoria     | Serie A        | 30        | 14        |              | 13           | 1          | 1          |             | 5           |         | 33     |
| 1989–90       | Sampdoria     | Serie A        | 22        | 10        |              | 1            |            |            |             | 7           |         | 18     |
| 1990–91       | Sampdoria     | Serie A        | 26        | 19        |              | 3            |            |            |             | 1           |         | 23     |
| 1991–92       | Sampdoria     | Serie A        | 31        | 11        |              | 3            |            |            |             | 7           |         | 21     |
| 1992–93       | Juventus      | Serie A        | 32        | 6         | 7            | 2            |            |            | 10          | 5           | 49      | 13     |
| 1993–94       | Juventus      | Serie A        | 10        | 4         |              |              |            |            | 2           | 0           | 12      | 4      |
| 1994–95       | Juventus      | Serie A        | 30        | 17        | 7            | 3            |            |            | 9           | 2           | 46      | 22     |
| 1995–96       | Juventus      | Serie A        | 30        | 11        |              |              | 1          | 1          | 7           | 2           | 38      | 14     |
| Anglia        | Anglia        | Anglia         | Campionat | Campionat | FA Cup       | FA Cup       | League Cup | League Cup | Europa      | Europa      | Total   | Total  |
| 1996–97       | Chelsea       | Premier League | 28        | 9         | 1            | 2            |            |            |             |             | 29      | 11     |
| 1997–98       | Chelsea       | Premier League | 21        | 11        | 1            | 2            | 1          | 0          | 8           | 6           | 31      | 19     |
| 1998–99       | Chelsea       | Premier League | 9         | 1         | 3            | 2            | 5          | 6          | 1           | 1           | 18      | 10     |
| Total         | Italia        | Italia         | 410       | 146       |              | 42           | 2          | 2          |             | 29          |         | 219    |
| Total         | Anglia        | Anglia         | 58        | 21        | 5            | 6            | 6          | 6          | 9           | 7           | 78      | 40     |
| Total carieră | Total carieră | Total carieră  | 468       | 167       |              | 48           | 8          | 8          |             | 36          |         | 259    |

| Națională | Națională | Națională |
| An        | Meciuri   | Goluri    |
| --------- | --------- | --------- |
| 1985      | 1         | 0         |
| 1986      | 10        | 0         |
| 1987      | 10        | 5         |
| 1988      | 11        | 5         |
| 1989      | 10        | 1         |
| 1990      | 3         | 0         |
| 1991      | 8         | 3         |
| 1992      | 6         | 2         |
| Total     | 59        | 16        |

## Palmares

### Ca jucător
Cremonese
- Serie C1: promovare 1980–81

Sampdoria
- Coppa Italia: 1985, 1988, 1989
- Cupa Cupelor UEFA: 1990
- Serie A: 1990–91
- Supercoppa Italiana: 1991

Juventus F.C.
- Cupa UEFA: 1993
- Serie A: 1994–95
- Coppa Italia: 1995
- Supercoppa Italiana: 1995
- Liga Campionilor UEFA: 1996

Chelsea F.C.
- FA Cup: 1997
- League Cup: 1998
- Cupa Cupelor UEFA: 1998
- Supercupa Europei: 1998

 Italia
- Campionatul Mondial de Fotbal

Bronz: 1990

## Club antrenor
Chelsea F.C.
- Football League Cup: 1998
- Cupa Cupelor UEFA 1998
- Supercupa Europei: 1998
- FA Cup: 2000
- FA Charity Shield: 2000

## Statistici antrenorat
| Echipa  | Țara   | Început           | Sfârșit            | Rezultate | Rezultate | Rezultate | Rezultate | Rezultate |
| Echipa  | Țara   | Început           | Sfârșit            | G         | W         | L         | D         | Win %     |
| ------- | ------ | ----------------- | ------------------ | --------- | --------- | --------- | --------- | --------- |
| Chelsea | Anglia | 12 februarie 1998 | 12 septembrie 2000 | 143       | 76        | 29        | 38        | 53.15     |
| Watford | Anglia | 1 iunie 2001      | 14 iunie 2002      | 52        | 20        | 21        | 11        | 38.46     |